# Proprioseiopsis belizensis
Proprioseiopsis belizensis är en spindeldjursart som först beskrevs av Yoshida-Shaul och Chant 1991.  Proprioseiopsis belizensis ingår i släktet Proprioseiopsis och familjen Phytoseiidae. Inga underarter finns listade i Catalogue of Life.